# André Wénin
André Wénin, né en 1953 à Beauraing, est un bibliste et un théologien belge. Il a enseigné l’exégèse de l’Ancien Testament et les langues bibliques à la faculté de théologie de l’Université catholique de Louvain, dont il fut le doyen de 2008 à 2012. Il est émérite depuis 2018 et poursuit ses recherches au sein de l’Institut RSCS (Religions, Spiritualités, Cultures, Sociétés). André Wénin a été également professeur invité de théologie biblique du Pentateuque à l'Université grégorienne de Rome entre 2000 et 2017, et a exercé différentes fonctions au sein du RRENAB (Réseau de recherche en analyse narrative et Bible). Il a dirigé la Revue théologique de Louvain de 2016 à 2021.

## Biographie
Diplômé en philologie classique des Facultés Universitaires Notre-Dame de la Paix à Namur (FUNDP) en 1973, il obtient le titre de Bachelier en théologie à l'Université catholique de Louvain (UCL) en 1978, puis celui de docteur en sciences bibliques à l'Institut biblique pontifical de Rome en 1988. Privilégiant l'analyse narrative et rhétorique, ses recherches se portent principalement sur la Bible hébraïque, en particulier la Genèse et les livres des Juges et de Samuel.

### Ouvrages de recherche
- Samuel et l'instauration de la monarchie, 1 S 1-12. Une recherche littéraire sur le personnage, Frankfurt a.M-Bern-New York, P. Lang, coll. « Europäische Hochschulschriften, 23. Theologie, no 342 », 1988.
- Pas seulement de pain… Violence et alliance dans la Bible, Paris, Cerf, coll. « Lectio divina, no 171 », 1998 (2e éd. 2002). Traductions : italien, espagnol.
- Isaac ou l'Épreuve d'Abraham. Approche narrative de Genèse 22, Bruxelles, Lessius, coll. « Le Livre et le Rouleau, no 8 », 1999, 2e édition corrigée 2008.  (ISBN 2-87299-086-0). Traduction : italien.
- Joseph ou l'Invention de la fraternité. Lecture narrative et anthropologique de Genèse 37–50, Bruxelles, Lessius, coll. « Le Livre et le Rouleau, no 21 », 2005, 352 p.  (ISBN 2-87299-134-4). Traductions : italien, espagnol, portugais (Brésil).
- D'Adam à Abraham, ou les errances de l'humain. Gn 1:1-12-4, Paris, Cerf, coll. « Lire la Bible, no 148 », 2007, 252 p.  (ISBN 2-204-08181-7). Traductions : italien, portugais (Brésil).
- avec Élian Cuvillier et Jean-Daniel Causse, Divine violence. Approche exégétique et anthropologique, Paris, Cerf, coll. « Lire la Bible, no 168 », 2011. Traduction : italien, portugais (Brésil).
- Échec au Roi. L’art de raconter la violence dans le livre des Juges, Bruxelles, Lessius, coll « Le livre et le rouleau, no 43 », 2013.  (ISBN 978-2-87299-239-3). Traduction : italien.
- avec Elena Di Pede, Claude Lichtert, Didier Luciani, Catherine Vialle, Révéler les œuvres de Dieu. Lecture narrative du livre de Tobie, Bruxelles, Lessius, coll. « Le livre et le rouleau, no 46 », 2014.  (ISBN 978-2-87299-257-7).
- Abraham ou l'Apprentissage du dépouillement. Gn 11:27-25:18, Paris, Cerf, coll. « Lire la Bible, no 190 », 2016.  (ISBN 2-204-10433-7). Traduction : italien.

### Direction d’ouvrages de recherche
- dir., Studies in the Book of Genesis. Literature, Redaction and History, University Press-Peeters, Leuven, coll. « Bibliotheca Ephemeridum Theologicarum Lovaniensium, n° 155 », 2001.  (ISBN 904290934X et 9789042909342).
- dir. avec Camille Focant, Analyse narrative et Bible. Deuxième colloque international du RRENAB, Louvain-la-Neuve, avril 2004, Leuven, Peeters - University Press, coll. « Bibliotheca Ephemeridum theologicarum Lovaniensium, no 191 », 2005, xvi-594 p.  (ISBN 9042916540 et 9789042916548).
- dir. avec Anne Pasquier et Daniel Marguerat, L’intrigue dans le récit biblique. Quatrième colloque international du RRENAB, Université Laval, Québec, 29 mai – 1er juin 2008, Leuven, Peeters, coll. « Bibliotheca Ephemeridum theologicarum Lovaniensium, no 237 », 2010.  (ISBN 978-90-429-2328-7).
- dir. avec Geert Van Oyen, La surprise dans la Bible. Hommage à Camille Focant, Leuven-Paris-Walpole, MA, Peeters, coll. « Bibliotheca Ephemeridum Theologicarum Lovaniensium, n° 247 », 2012.  (ISBN 978-90-429-2607-3).
- dir. avec Massimo Grilli, Jacek Oniszczuk †, Filiation, entre Bible et cultures. Hommage à Roland Meynet, Leuven-Paris-Bristol CT, Peeters, coll. « Rhetorica biblica et semitica, n° 17 », 2019.  (ISBN 978-90-429-3905-9) ; e (ISBN 978-90-429-3906-6).
- dir. La contribution du discours à la caractérisation des personnages bibliques. Neuvième colloque international du RRENAB, Louvain-la-Neuve, 31 mai - 2 juin 2018, Leuven-Paris-Bristol, CT, Peeters, coll. « Bibliotheca Ephemeridum Theologicarum Lovaniensium, n° 311 », 2020.  (ISBN 978-90-429-4245-5).
- dir. avec Michel Younès, Le christianisme devant l’islam : théologiens en dialogue, Leuven-Paris-Bristol CT, Peeters, coll. « Cahiers de la Revue théologique de Louvain, n° 45 », 2020.  (ISBN 978-90-429-4220-2).

### Ouvrages de vulgarisation
- L'Homme biblique. Lectures dans le Premier Testament, 2e édition revue et augmentée, Paris, Cerf, coll. « Théologies bibliques », 2004.  (ISBN 2-204-07418-7). Traductions : italien, espagnol, portugais (Brésil).
- Le Sabbat dans la Bible, Bruxelles, Lumen Vitæ, coll. « Connaître la Bible, n° 38 », 2005.  (ISBN 9782873242466). Traduction : italien.
- avec Camille Focant, Vives. Femmes de la Bible. Postface de Sylvie Germain. Encres de Marte Sonnet, Bruxelles, Lessius, coll. « Le livre et le rouleau, n° 29 », 2007.  (ISBN 978-2-87299-160-0). Traductions : italien, espagnol, hongrois.
- La Bible ou la Violence surmontée, Paris, Desclée de Brouwer, coll. « Études bibliques », 2008.  (ISBN 2-220-06021-7). Original italien : Dalla violenza alla speranza, Comunità di Bose, Edizioni Qiqajon, 2005.  (ISBN 978-88-8227-174-9).
- avec Jean-Pierre Lebrun, Des lois pour être humain, Érès, Ramonville Saint-Agne, coll. « Humus entretiens », 2008.  (ISBN 978-2-7492-0858-9). Traduction : italien.
- avec Daniel Marguerat, Saveurs du récit biblique, Paris-Genève, Bayard-Labor et Fides, 2012.  (ISBN 978-2-227-48492-4). Traduction : italien.
- Le Roi, le Prophète et la Femme. Regards sur les premiers rois d'Israël, Paris, Bayard, coll. « Théologie », 2015.  (ISBN 978-2-227-48838-0). Original italien : Il re, il profeta e la donna. Traduction : espagnol, portugais (Brésil).
- Dieu, le diable et les idoles. Esquisses de théologie biblique, Paris, Cerf, coll. « Lire la Bible, n° 187 », 2015.  (ISBN 978-2-204-10431-9).
- Psaumes censurés. Quand la prière a des accents violents, Paris, Cerf, coll. « Lire la Bible, no 192 », 2017. Traduction : italien.
- Naissance d’un peuple, gloire de Dieu. Exode 14–15, Namur-Paris, Éditions jésuites, coll. « Péricopes, n° 1 », 2018.  (ISBN 978-2-87299-354-3). Traduction : italien.
- Dix Paroles pour la vie, Bière, Cabédita, coll. « Parole en liberté », 2018.  (ISBN 978-2-88295-836-5). Traduction : italien.
- Abramo. Una guida di lettura, Bologna, Edizioni Dehoniane, coll. « Studi biblici, n° 90 », 2019.  (ISBN 978-88-10-41042-4). Traduction : espagnol.
- La paternité, Bruyères-le-Châtel, Nouvelle Cité, coll « Ce que dit la Bible sur…, n° 44 », 2021.  (ISBN 9782375822470). Traduction : italien.
- Le livre des Juges, Paris, Cerf, coll. « Mon ABC de la Bible », 2021.  (ISBN 978-2-204-14420-9). Traduction : italien, portugais (Brésil).
- Des Louanges. Entrer dans le psautier, Bruxelles-Paris, Éd. jésuites, coll. « Le livre et le rouleau, n° 58 », 2022.  (ISBN 978-2-87299-413-7). Traduction d’une version antérieure : italien.

### Thèses dirigées
- Lichtert, Claude (Belgique), Traversée du livre de Jonas : récit-structure-intertextualité. Soutenance le 5 mai 2003. Cf. Le prophète s’avance masqué (Cahiers de la Revue Biblique 100), Leuven-Paris-Bristol CT, Peeters, 2021.
- Luciani, Didier (France), Sainteté et Pardon. Structure littéraire du Lévitique. Soutenance le 27 juin 2003. Cf. Sainteté et Pardon (BETL 185A/B), Leuven, Peeters, 2005.
- Di Pede, Elena (Italie), Au-delà du refus : l'espoir. Soutenance le 17 décembre 2004. Cf. Au-delà du refus : l’espoir (BZAW 357), Berlin-New York, De Gruyter, 2005.
- Osuji, Anthony Chinedu (Nigeria), Where is the Truth?. Soutenance le 31 janvier 2006. Cf. Where is the Truth? (BETL 214), Leuven, Peeters, 2010.
- Mirguet, Françoise (Belgique), La représentation du divin dans les récits du Pentateuque. Soutenance le 18 mai 2007. Cf. La représentation du divin (SVT 123), Leiden-Boston, Brill, 2009.
- Vialle, Catherine (France), Une analyse narrative comparée d'Esther TM et LXX. Soutenance le 22 octobre 2007. Cf. Une analyse comparée d’Esther TM et LXX (BETL 233), Leuven, Peeters, 2010.
- van Treek Nilsson, Mike (Chili), Expresión literaria del placer en la Biblia hebrea. Soutenance le 24 juin 2008. Cf. Expresión literaria del placer en la Biblia hebrea, Navarra, Verbo Divino, 2010.
- Zwilling, Anne-Laure (France), Frères et sœurs dans la Bible. Soutenance le 15 juin 2009. Cf. Frères et sœurs dans la Bible (Lectio Divina 238), Paris, Cerf, 2010.
- Badibanga Kabemba, Sylvain (R.D.Congo), Daniel 7 dans Apocalypse 13. Soutenance le 2 juin 2011. Cf. Les origines littéraires de l’imagerie animale d’Apocalypse 13, Kinshasa, Université catholique du Congo, 2012.
- Bissila Mbila, Louison Émerick (Congo Brazzaville), Juifs et Gentils face au jugement divin. Soutenance le 30 juin 2011.
- Van Cappellen, Patty (Belgique), Émotions positives, religion et spiritualité. Soutenance le 11 janvier 2012.
- Pogor, Constantin (Roumanie), Les ruses d’Éhud et de Yaël. Soutenance le 25 avril 2012.
- Baziomo, Raoul (Burkina Faso), Fonction et rôle de la famille de Saül. Soutenance le 29 juin 2012.
- Ababi, Ionel (Roumanie), Natan et la succession de David. Soutenance le 26 juin 2013.
- Oiry, Béatrice (France), Le temps qui compte. Soutenance le 25 septembre 2015.
- San Martín Jara, Ana (Espagne), El espacio en el relato de Ex 19–40. Soutenance le 26 janvier 2016.
- Nzosa Muyumbu, Pascaline (R.D.Congo), Les prières dans le livre d’Esther grec des Septante. Soutenance le 30 août 2016.
- Kipasa Mayifulu, Patrick (R.D.Congo), Parole et violence. Soutenance le 24 février 2017.
- Misenga Dituanya, Marie-Anne (R.D.Congo), L’élection d’Israël et son lien intrinsèque à l’alliance. Soutenance le 26 juin 2017.
- Brunon, Danielle (France), La parole « faussée » dans les psaumes. Soutenance le 4 septembre 2017.
- Keumeni Ngounou, Yves Léopold (Cameroun), Prophètes et Rois et Israël. Soutenance le 3 octobre 2017.
- Da Cruz Leandro, Carlos André, La fonction narrative des miracles d’Élisée. Soutenance le 10 janvier 2020.
- Agbokou, Achille (Togo), Les débuts de David en 1 S 16–18 selon le TM. Soutenance le 4 mars 2020.
- Wauters Audrey, L’ironie dans les récits de la Genèse et de Marc. Cf. Publication prévue chez Peeters.